# 수관기피

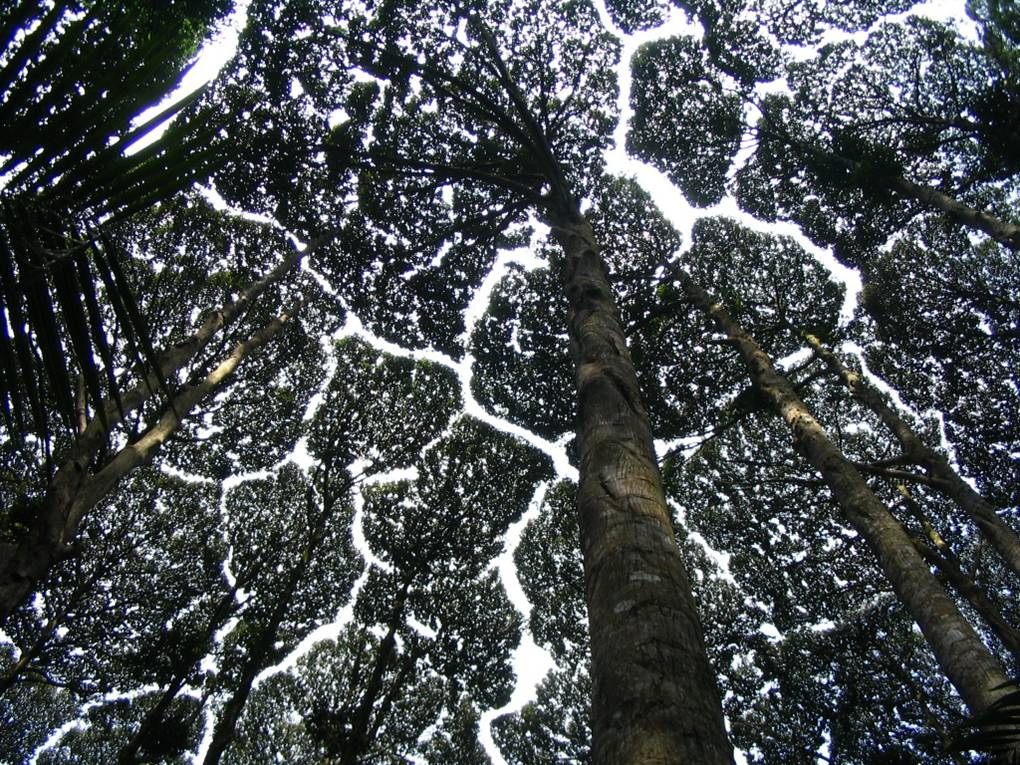
용뇌수(Dryobalanops Aromatica) 숲이 자아내는 수관기피

수관기피(樹冠忌避, 영어: Crown shyness)는 일부 수종들 사이에서 관찰되는 현상으로, 각 나무들의 우듬지가 뚜렷한 영역과 경계선 내에서만 성장하는 현상을 일컫는다.